# Willow (serie televisiva)
Willow è una serie televisiva statunitense del 2022 creata da Jonathan Kasdan e Wendy Mericle, basata sull'omonimo film del 1988 diretto da Ron Howard.
La serie è stata lanciata su Disney+ internazionalmente a partire dal novembre 2022. Dopo alcune settimane di accoglienza tiepida, è stata diffusa la voce di una possibile cancellazione, smentita in seguito. Tuttavia, il 26 maggio 2023, in occasione del parziale sfoltimento del catalogo internazionale di Disney+, la serie viene rimossa dalla piattaforma in tutto il mondo.

## Trama
Sono passati molti anni dalla vittoria di Willow, Sorsha e Madmartigan contro la strega Bavmorda. Madmartigan è partito lasciando il regno per andare a cercare un antico manufatto da utilizzare contro le forze del male, lasciando a corte sua moglie Sorsha, i loro due figli e in segreto Elora Danan, prescelta a salvare e regnare su Tir Asleen, la bambina salvata da Willow e Madmartigan nel film originale.

## Produzione

### Sviluppo
Già nel 2005 iniziarono a circolare delle notizie su un potenziale progetto basato sul film, con Warwick Davis che manifestò il suo interesse in più interviste durante il corso degli anni. Durante un'intervista a maggio 2019, Ron Howard, regista del film del 1988, dichiarò di essere stato contattato da Jonathan Kasdan per la realizzazione di una serie televisiva per Disney+ basata sulla pellicola.
Ad ottobre 2020, la serie ha ricevuto l'ordine di produzione, con Davis nel ruolo di protagonista e Jon M. Chu come regista del primo episodio. Chu ha lasciato il progetto a gennaio 2021 a causa dei ritardi della produzione. Sempre nello stesso mese, Jonathan Entwistle è stato scelto per sostituire Chu come regista dell'episodio pilota. Tuttavia, a causa degli ulteriori ritardi nella produzione, anche Entwistle ha abbandonato la serie, venendo sostituito da Stephen Woolfenden, che ha poi diretto i primi due episodi.

### Cast
A novembre 2020, Erin Kellyman, Cailee Spaeny e Ellie Bamber si sono uniti al cast. A gennaio 2021 Tony Revolori è entrato a far parte del cast, così come Amer Chadha-Patel il mese successivo. Nel novembre dello stesso anno Ralph Ineson viene scelto per recitare nella serie. Nell'aprile 2022 anche Talisa Garcia e Rosabell Laurenti Sellers si sono unite al cast.

### Riprese
La produzione della serie è iniziata a giugno 2021 nei Dragon Studios, in Galles.

## Promozione
Il trailer è stato diffuso online il 26 maggio 2022.
Il 1 novembre durante il Lucca Comics & Games 2022, sono stati mostrati in anteprima mondiale una parte del primo episodio ed esclusivi video clip della serie alla presenza degli attori Ellie Bamber, Erin Kellyman e Amar Chadha-Patel.

## Distribuzione
I primi due episodi della serie sono stati distribuiti su Disney+ a partire dal 30 novembre 2022, mentre i restanti su base settimanale, fino all'11 gennaio 2023.

### Edizione italiana
Il doppiaggio italiano e la sonorizzazione della serie TV sono stati eseguiti dalla società Iyuno - SDI Group. La direzione del doppiaggio è di Gabriele Patriarca e i dialoghi sono a cura di Massimo Viterbini con la supervisione di Lavinia Fenu.

## Accoglienza

### Ascolti
Secondo JustWatch, Willow è stata la terza serie televisiva più vista in streaming negli Stati Uniti durante la settimana dal 5 dicembre all'11 dicembre 2022.
Si è tuttavia rivelata un flop complessivamente sia da un punto di vista di accoglienza del pubblico che di share a livello mondiale, causandone la cancellazione della seconda stagione.

### Critica
Le recensioni così come l'accoglienza dei fans, sono per lo più negative, Forbes reputa la serie "abominevole", mentre per alcuni il giudizio è stato positivo come Wired.